# A Portlandi Egyetem nevezetes hallgatóinak listája
Az alábbi listán a Portlandi Egyetem nevezetes hallgatói szerepelnek.

## Közigazgatás

### Bírók
- Edward Leavy, a Fellebbviteli Bíróság bírája[2]
- George Van Hoomissen, az Oregoni Legfelsőbb Bíróság egykori bírája[3]

### Képviselők
- Larry LaRocco, Idaho demokrata párti képviselője[4]

### Egyéb politikusok
- Ed Murray, Seattle egykori polgármestere[5]
- Joseph Franklin Ada, Guam korábbi kormányzója[6]
- Nadine Woodward, Spokane korábbi polgármestere, újságíró[7]

## Szórakoztatóipar

### Közösségi média
- Noah Beck, TikTok-személyiség[8]
- Tori Dunlap, üzletasszony, TikTok-személyiség[9]

### Televízió
- Kunal Nayyar, színész[10]
- Malika Andrews, az ESPN munkatársa[11]
- Paul Winfield, színész[12]

## Oktatók
- Jules Boykoff, a Pacific University politikatudományi oktatója[13]
- Michael Merzenich, idegkutató[14]
- Robert E. Glennen, az Emporiai Állami Egyetem 13. rektora[15]

## Sport
- Adam Quick, kosárlabdázó[16]
- Alejandro Salazar, labdarúgó[17]
- Amanda Frisbie, labdarúgó[18]
- Benjamin Benditson, labdarúgó[19]
- Benji Michel, labdarúgó[20]
- Bill Krueger, baseballjátékos[21]
- Cincy Powell, kosárlabdázó[22]
- Chris Brown, labdarúgó[23]
- Christine Sinclair, labdarúgó[24]
- Conor Casey, labdarúgó[25]
- Cooper Hummel, baseballjátékos[26]
- Curuta Tomomi, birkózó[27]
- Danielle Foxhoven, labdarúgó[28]
- Darwin Cook, kosárlabdázó[29]
- Elli Burris, labdarúgó[30]
- Eric Hull, baseballjátékos[31]
- Erik Spoelstra, a Miami Heat vezetőedzője[32]
- Freddy Gonzalez, labdarúgó[33]
- Garrett Smith, a nőilabdarúgó-csapat vezetőedzője[34]
- Greg Anthony, kosárlabdázó[35]
- Heath Pearce, labdarúgó[36]
- Jim Sweeney, amerikaifutball-edző[37]
- Jose Slaughter, kosárlabdázó[38]
- Kasey Keller, labdarúgó[39]
- Keelin Winters, labdarúgó[40]
- Kelly Gray, labdarúgó[41]
- Ken Dayley, baseballjátékos[42]
- Luis Robles, labdarúgó[43]
- Megan Rapinoe, labdarúgó[44]
- Michelle Cruz, labdarúgó[45]
- Nate Jaqua, labdarúgó[46]
- Pat Casey, az Oregon State Beavers baseball-vezetőedzője[47]
- Pinhas Hozez, kosárlabdázó[48]
- Rachael Rapinoe, labdarúgó[49]
- Ray Scott, kosárlabdázó[50]
- Robin Smeulders, kosárlabdázó[51]
- Rocky Gale, baseballjátékos[52]
- Shannon MacMillan, labdarúgó[53]
- Sophie Schmidt, labdarúgó[54]
- Steve Cherundolo, labdarúgó[55]
- Tiffeny Milbrett, labdarúgó[56]
- Tom Lampkin, baseballjátékos[57]
- Tyler Glasnow, baseballjátékos[58]
- Yari Allnutt, labdarúgó[59]
- Woody Kincaid, hosszútávfutó[60]

## Tudomány
- Chris Lattner, az LLVM architektúra és a Swift programozási nyelv megalkotója[61]
- Donald Shiley, a mesterséges szívbillentyű társfeltalálója[62]
- Muriel Lezak, neuropszichológus[63]

## Egyéb
- Edward Kelly, Boise város püspöke[64]
- Mel White, lelkész, az egyház és az LMBT-ügyek kapcsolatát feldolgozó író[65]
- Richard VanGrunsven, az oregoni légi ipar jelentős alakja[66]
- Santiago Ventura Morales, tévesen gyilkossággal vádolt szociális munkás, a börtönben ösztöndíjat kapott[67]
- Walt Dawson, az Alzheimer Szövetség szóvivője[68]

## Fordítás
- Ez a szócikk részben vagy egészben  a   List of University of Portland alumni című angol Wikipédia-szócikk ezen változatának fordításán alapul.  Az eredeti cikk szerkesztőit annak laptörténete sorolja fel. Ez a jelzés csupán a megfogalmazás eredetét és a szerzői jogokat jelzi, nem szolgál a cikkben szereplő információk forrásmegjelöléseként.